# Fieber unklarer Genese
Fieber unklarer Genese, auch Fieber unbekannter Ursache (engl. fever of unknown origin (FUO), lat. febris e causa ignota (febris E.C.I.)) genannt, ist die Bezeichnung für eine zu verschiedenen Zeitpunkten gemessene Körpertemperatur von mehr als 38,3 °C über die Dauer von mehr als drei Wochen, ohne dass bei mehrfacher ärztlicher Diagnostik die Ursache bestimmt werden konnte.
Die Diagnose Fieber unklarer Genese ist keine eigenständige Krankheit, sondern vielmehr eine durch begrenzte diagnostische Möglichkeiten gestellte „Verlegenheitsdiagnose“. FUO ist – wie Fieber allgemein –  ein Symptom vieler verschiedener Erkrankungen. In den meisten Fällen kann im weiteren Verlauf die dem Fieber zugrundeliegende Erkrankung diagnostiziert werden.

## Definition
Ursprünglich wurde Fieber unklarer Genese 1961 durch Robert G. Petersdorf und Paul B. Beeson – die auch den angelsächsischen Begriff fever of unexplained origin prägten – wie folgt definiert:
- Der Patient ist mindestens drei Wochen krank.
- Das Fieber war in dieser Zeit mehrfach höher als 38,3 °C.
- Trotz intensiver Untersuchung in stationärem Aufenthalt von einer Woche kann keine das Fieber auslösende Erkrankung diagnostiziert werden.

30 Jahre nach dieser Definition wurde 1991 durch D. T. Durack und A. C. Street das dritte Kriterium des Fiebers unklarer Genese neu definiert, indem nun ein dreitägiger stationärer Krankenhausaufenthalt oder drei ambulante Besuche ausreichen.
Außerdem nahmen sie dabei eine Einteilung in vier Klassen vor, die nach wie vor gültig ist:
1. klassisches Fieber unklarer Genese
2. nosokomiales Fieber unklarer Genese
3. neutropenisches Fieber unklarer Genese und Fieber unklarer Genese bei Immunsuppression
4. Fieber unklarer Genese bei HIV-Patienten

Das klassische Fieber unklarer Genese lässt sich wiederum in fünf Kategorien unterteilen: in Infektionen, Krebserkrankungen, Autoimmunerkrankungen, Manipulationen (vorgetäuschtes Fieber, Medikamentenfieber) sowie ungeklärte Ursachen.
Autoimmunerkrankungen sind neueren Studien zufolge die häufigste Ursache für Fieber unklarer Genese. Darunter fallen Bindegewebserkrankungen, Vaskulitiden und granulomatöse Erkrankungen. Krebserkrankungen sind ebenfalls eine sehr häufige Ursache für Fieber unklarer Genese.

## Diagnose
Fieber unklarer Genese lässt sich anhand der Definition leicht durch wiederholte Messung der Körpertemperatur über den mindestens dreiwöchigen Zeitraum bestimmen. Allerdings ist Fieber nur ein Symptom einer Erkrankung und das primäre Ziel bei FUO ist es, die dem Fieber zugrundeliegende Erkrankung diagnostisch zu ermitteln, um eine geeignete Therapie einzuleiten. Allerdings existieren derzeit keine Leitlinien, um die Ursache von FUO evidenzbasiert zu diagnostizieren. Eine detaillierte Medizin, klinische Untersuchung und Labordiagnostik sind die Basis für alle weiteren Untersuchungen.
Ein hilfreiches, allerdings auch sehr aufwändiges, Diagnoseverfahren ist die Positronen-Emissions-Tomographie mit Fluordesoxyglucose (FDG-PET).
Mit diesem bildgebenden Verfahren lassen sich sowohl Krebserkrankungen als auch Entzündungen und Infektionen lokalisieren.

## Therapie
Solange nicht die Ursache des Fieber ermittelt wurde und der Patient nicht akut krank ist, sind therapeutische Maßnahmen weitgehend sinnlos. Unspezifische Therapiemaßnahmen haben nur einen geringen Nutzen und sind für die Diagnosestellung meist eher hinderlich.

## Prognose
Die Ursache für FUO sind sehr vielschichtiger Natur. Entsprechend stark hängt die Prognose von der das Fieber verursachenden Erkrankung ab. Wurde nach über sechs Monaten keine Erkrankung diagnostiziert, so ist die Prognose im Allgemeinen gut.